# Andrew Ellicott

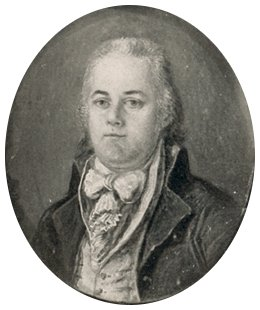
Andrew Ellicott, Porträt 1799

Andrew Ellicott (* 24. Januar 1754 in Buckingham Township, Bucks County, Pennsylvania; † 28. August 1820 in West Point (Pennsylvania)) war ein US-amerikanischer Geodät und Stadtplaner. Er war an der Kartierung vieler westlich der Appalachen gelegener Territorien beteiligt und hat die Grenzen des Districts of Columbia vermessen sowie die Planung von Washington, D.C. von Pierre L’Enfant vollendet. Ellicott hat den Entdecker Meriwether Lewis (1774–1809) in der Vermessungskunde unterrichtet.

## Leben
Ellicott war das älteste von neun Kindern von dem Müller und Uhrmacher Joseph Ellicott (1732–1780) und dessen Ehefrau Judith Blaker (oder Bleaker) (1729–1809). Die Quäker-Familie lebte in einfachen Verhältnissen. Ellicott besuchte die örtliche Quäker Schule.
Aus der Ehe mit Sarah Brown (1756/8 – 1827) aus Newtown, Bucks County, Pennsylvania, gingen 10 Kinder hervor. Ellicott war Offizier im Unabhängigkeitskrieg von 1775 bis 1783. Er stieg zum Major auf. Er starb 1820 zu Hause in West Point (Pennsylvania) an einem Schlaganfall.

## Vermessungstätigkeit
Nach Ende des Unabhängigkeitskriegs wurde Ellicott 1784 Mitglied des Teams, das die Vermessung der Mason-Dixon-Linie weiterführte. Die Arbeiten waren 1767 unterbrochen und während des Kriegs eingestellt worden. Die Mason-Dixon-Linie wurde zur Schlichtung der Streitigkeiten zwischen den Familien Penn aus Pennsylvania und Calvert aus Maryland vermessen und bildet die traditionelle Grenze zwischen den Nord- und den Südstaaten. Ellicott arbeitete zusammen mit dem Astronom und Mathematiker David Rittenhouse und James Madison.
1785 unterrichtete Ellicott Mathematik an der Akademie in Baltimore. Im selben Jahr wurde er ersucht, die westliche Grenze von Pennsylvania zu definieren. Diese verläuft in Nord-Süd-Richtung (80°31'12" W) und wurde zum Referenzmeridian für die Vermessungen im Nordwestterritorium. Sie bekam die Bezeichnung „Ellicott Line“.  Die Arbeit verstärkte die Verbindung zu Rittenhouse und weiteren Mitgliedern der American Philosophical Society und ermöglichte Begegnungen mit Benjamin Franklin und Simeon De Witt. Auf Empfehlung von Franklin wurde Ellicott von der Regierung eingestellt und von George Washington beauftragt, das Gebiet zwischen dem Eriesee und Pennsylvania zu vermessen. Die Grenze zwischen dem Westen von New York und dem U.S. Territorium war festzulegen. Das Gebiet wurde als Erie Dreieck bezeichnet.
George Washington setzte eine Kommission zur Vermessung der Grenzen des föderalen Columbia Territoriums ein (seit 1801 als Washington, D.C. bezeichnet). Auf Wunsch von Außenminister Thomas Jefferson:83 arbeitete Ellicott von 1791 bis 1792 auf Weisung der Kommission und assistiert von dem freien afroamerikanischen Astronomen Benjamin Banneker und später von seinen Brüdern Joseph und Benjamin Ellicott. Das Vermessungsteam markierte das 100 Quadratmeilen große Gebiet mit 40 Grenzsteinen im Abstand von jeweils rund 1 Meile ab. Viele der Steine befinden sich noch in der ursprünglichen Lage. Aus den Inschriften auf den Steinen geht hervor, dass die Steine auf der Grenze zu Virginia 1791 und die zu Maryland 1792 gesetzt wurden.

Druck von Ellicotts „Plan of the City of Washington“ (Thackara & Vallance, März 1792)

Im selben Zeitraum vermaß Ellicott die künftige Stadt Washington innerhalb des Columbia Territoriums. Er arbeitete mit Pierre Charles L’Enfant zusammen, der Anfang 1791 die ersten Pläne für die Hauptstadt ausgearbeitet und diese im August 1791 George Washington vorgestellt hatte. L’Enfants geriet jedoch in Konflikt mit der Kommission.
Im Februar 1792 informierte Ellicott die Kommission, dass L’Enfant noch nicht in der Lage war, den Stadtplan zu gravieren und ihm die Überlassung des Originals verweigerte. Im Februar 1792 überarbeitete Ellicott die Pläne zusammen mit seinem Bruder Benjamin, trotz des Protestes von L’Enfant.
Schließlich entband George Washington L’Enfant von dessen Aufgaben. Die erste Fassung von Ellicotts Plan gravierten, druckten und veröffentlichten James Thakara und John Valance aus Philadelphia im März 1792. Der Druck war der erste Stadtplan von Washington, der weite Verbreitung fand.
Ellicott führte die Vermessung auf Grundlage der überarbeiteten Planung fort. Letztendlich bildete die von Ellicott überarbeitete Planung die Grundlage für die Entwicklung der künftigen Hauptstadt.
1794 bekam Ellicott von Pennsylvania den Auftrag, die Stadt Erie zu entwerfen. Zwei Jahre lang plante er die Straße von Reading, Pennsylvania zum Presque Isle State Park, wo Erie entstehen sollte. Zudem überwachte er den Bau von Fort Erie.
1796 beauftragte George Washington Ellicott als Kommissionsleiter mit der Vermessung der Grenze zwischen den spanischen Territorien in Florida und den Vereinigten Staaten entsprechend dem Pinckney-Vertrag. Er arbeitete intensiv mit den Beauftragten von Spanien zusammen und schloss die Mission im Jahr 1800 mit der Übergabe des Schlussberichts und der Karten an die Regierung ab. Die Vermessungslinie entlang des 31. nördlichen Breitengrads entspricht noch heute der Grenze zwischen Alabama und Florida. Ellicott schloss die Arbeiten 1800 mit einem Bericht an die Regierung ab. Der einzige, soweit bekannt noch erhaltene Grenzstein trägt Ellicotts Namen: Ellicott Stone. Der Stein ist seit dem 11. April 1973 im National Register of Historic Places verzeichnet.
In der Regierungszeit von Präsident Adams wurde Ellicott der Lohn für die geleistete Arbeit und der Zugang zu seinen vorgelegten Karten versagt. Erst im Jahr 1803 wurden die Karten freigegeben und Ellicott konnte sie zusammen mit Ausführungen zu den Vermessungsarbeiten in Florida veröffentlichen.
Ellicott lehnte eine von Thomas Jefferson initiierte Berufung in den Generalstab aus persönlichen Gründen zugunsten seiner Familie ab.:204–206 Stattdessen wurde er auf Vorschlag von Gouverneur Thomas McKean Geschäftsführer der Pennsylvania Land Gesellschaft bis ihn der nachfolgende Gouverneur Simon Snyder 1809 entließ. Hintergrund war, dass Ellicott 1798 während der Vermessung der Grenze zu Florida vier Generäle beschuldigte, Geldzahlungen von Spanien zu erhalten, darunter General James Wilkinson, ein Förderer von Simon Snyder.
1803 stellte Jefferson Ellicott als Mentor und Lehrer für Meriwether Lewis ein, einer der Leiter der im Folgejahr geplanten Lewis-und-Clark-Expedition zur Pazifikküste. Ellicott lehrte die Vermessungsmethoden und gab Empfehlungen für die Ausstattung der Expedition und die Abläufe der Vermessungen.
1811 wurde Ellicott von Gouverneur David B. Mitchell von Georgia mit der Überprüfung der Vermessung der Grenzen zwischen Georgia und North Carolina beauftragt, um die strittige Grenzfrage entlang des 35. Breitenkreises zu klären. Ellicott bestätigte ältere Vermessungen, nach denen die Grenze einige Meilen südlicher zu Lasten von Georgia verläuft. Wegen des für Georgia nachteiligen Ergebnisses erhält er wiederum keine Entlohnung.
1813 wurde Ellicott Professor für Mathematik an der Militärakademie in West Point. 1817 wurde er gebeten, als Astronom an der Vermessung des westlichen Grenzverlaufs zwischen Kanada und den Vereinigten Staaten teilzunehmen. Die Grenze war 1812 im Friede von Gent entlang des 45. nördlichen Breitenkreises festgelegt worden. Dies war seine letzte bedeutende Arbeit.

## Benennungen zu Elicotts Ehren

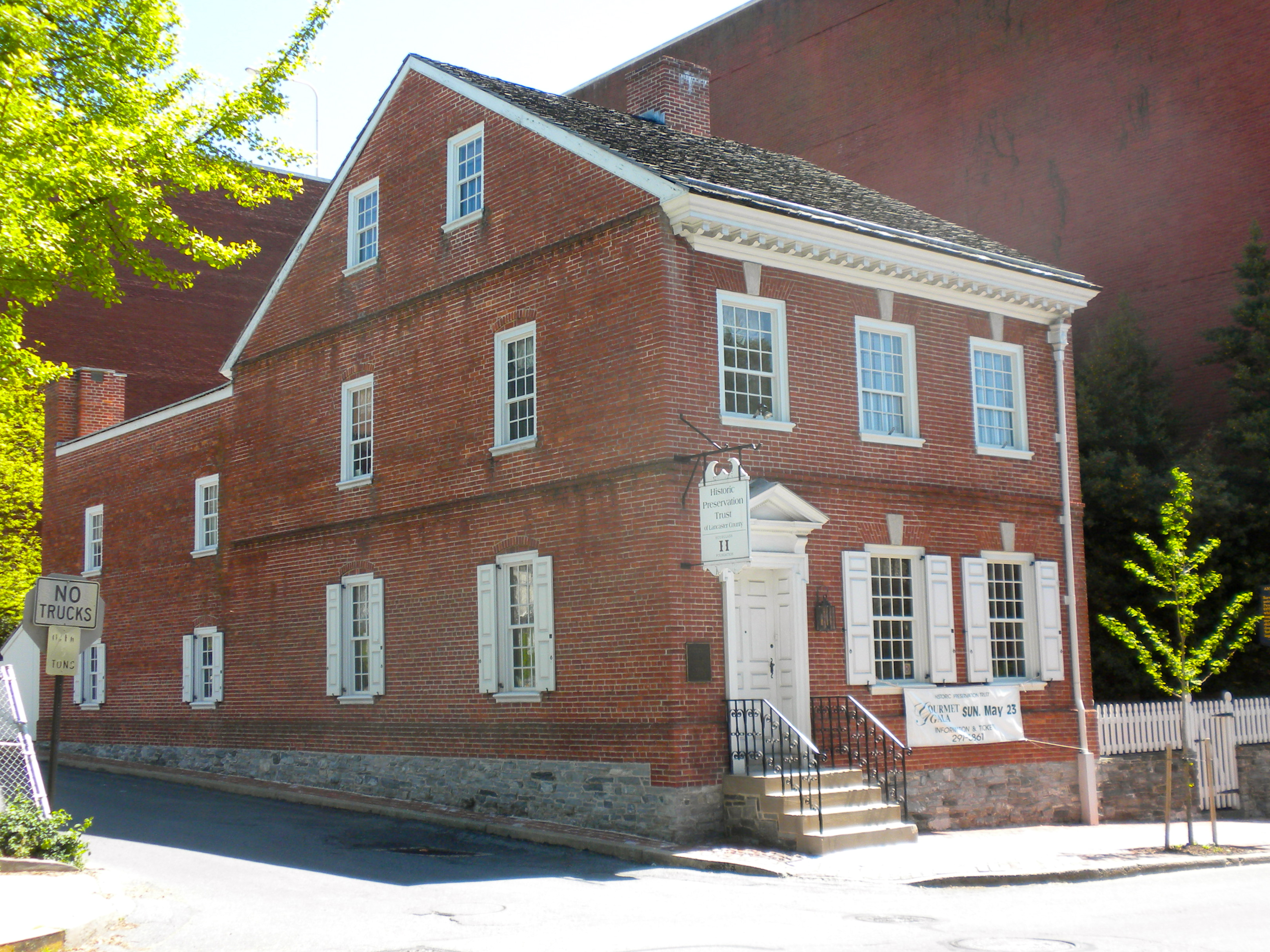
Ellicotts house, 123 N. Prince Street, Lancaster, Pennsylvania

- Andrew Ellicott Park in Arlington County, the City of Falls Church und Fairfax County im nördlichen Virginia.[15]
- Ellicott Circle and Ellicott Street in Washington D.C.[16]
- Ellicott Stone, ein Grenzstein im nördlichen Mobile County, Alabama, ist registriert im National Register of Historic Places.
- Das Haus, in dem er von 1801 bis 1813 wohnte, wurde 1972 als Andrew Ellicott House in das National Register of Historic Places aufgenommen.[17]
- Die „Ellicott Line“ ist ein Referenzmeridian für Vermessungen im Nordwest-Territorium. Er verläuft entlang der geographischen Länge 80°31'12" W.

## Gründervater Joseph Ellicott
Andrew Ellicotts Vater Joseph Ellicott hat 1770 zusammen mit dessen Brüdern Andreas und Johann Ellicott Grundstücke am Patapsco gekauft und dort Mühlen errichtet. Die drei Brüder gründeten 1772 Ellicott’s Mills.

## Publikationen (Auswahl)
- Andrew Ellicott: Astronomical Observations, &c. Communicated by Andrew Ellicott, Esq. In: Transactions of the American Philosophical Society. Nr. 1, 1818, S. 93–101.
- Andrew Ellicott: A Short and Easy Rule for Finding the Equation for the Change of the Sun's Declination When Equal Altitudes Are Used to Regulate a Clock or Other Time Keeper. Communicated by Andrew Ellicott Esq. In: Transactions of the American Philosophical Society. Nr. 6, 1809, S. 26–28.
- Robert Patterson and Andrew Ellicott: Improved Method of Projecting and Measuring Plane Angles by Mr. Robert Patterson Communicated by Mr. Andrew Ellicott. In: Transactions of the American Philosophical Society. Nr. 6, 1809, S. 29–32.
- Andrew Ellicott: Astronomical Observations Made at Lancaster, Pennsylvania, Chiefly with a View to Ascertain the Longitude of That Borough, and as a Test of the Accuracy with Which the Longitude May Be Found by Lunar Observation; In a Letter from Andrew Ellicott to Robert Patterson. In: Transactions of the American Philosophical Society. Nr. 6, 1809, S. 61–69.
- Andrew Ellicott: Observations of the Eclipse of the Sun, June 16th, 1806; Made at Lancaster. In: Transactions of the American Philosophical Society. Nr. 6, 1809, S. 255–166.
- Andrew Ellicott: Continuation of the Astronomical Observations Made at Lancaster, in Pennsylvania. In: Transactions of the American Philosophical Society. Nr. 6, 1809, S. 233–235.
- Jose Joaquin de Ferrer, Andrew Ellicott, Julian Ortis de Canelas and M. Mechain: The Geographical Position of Sundry Places in North America, and in the W. Indies, Calculated by J. J. de Ferrer. In: Transactions of the American Philosophical Society. Nr. 6, 1809, S. 221–232.
- Andrew Ellicott: Astronomical, and Thermometrical Observations, Made at the Confluence of the Mississippi, and Ohio Rivers. In: Transactions of the American Philosophical Society. Nr. 5, 1802, S. 162–202.
- Andrew Ellicott: Astronomical, and Thermometrical Observations, Made on the Boundary between the United States and His Catholic Majesty. In: Transactions of the American Philosophical Society. Nr. 5, 1802, S. 203–311.
- Andrew Ellicott: A Letter from Mr. Andrew Ellicott, to Mr. Robert Patterson. A Method of Calculating the Eccentric Anomaly of the Planets. In: Transactions of the American Philosophical Society. Nr. 4, 1799, S. 67–69.
- Andrew Ellicott: Observations Made on the Old French Landing at Presqu' Isle, to Determine the Latitude of the Town of Erie. In a Letter from Andrew Ellicott, to Robert Patterson Secretary of the Society. In: Transactions of the American Philosophical Society. Nr. 4, 1799, S. 231–232.
- Andrew Ellicott: Miscellaneous Observations Relative to the Western Parts of Pennsylvania, Particularly Those in the Neighbourhood of Lake Erie. In: Transactions of the American Philosophical Society. Nr. 4, 1799, S. 224–230.
- Andrew Ellicott: A Letter from Mr. Andrew Ellicott, to Robert Patterson; In Two Parts. Part First Contains a Number of Astronomical Observations. Part Second Contains the Theory and Method of Calculating the Aberration of the Stars, the Nutation of the Earth's Axis, and the Semiannual Equation. In: Transactions of the American Philosophical Society. Nr. 4, 1799, S. 32–66.
- Andrew Ellicott and R. Patterson: Observations for Determining the Latitude and Longitude of the Town of Natchez. By Andrew Ellicot, Esq. Commissioner on the Part of the United States, for Running the Line of Demarkation between Them and the Spanish Territory. Communicated to the Society by R. Patterson. In: Transactions of the American Philosophical Society. Nr. 4, 1799, S. 447–451.
- Andrew Ellicott: Extract of a Letter from Andrew Ellicott, to David Rittenhouse, Esq. Dated at Pittsburg, November 5th 1787, Containing Observations Made at Lake-Erie, on That Singular Phenomenon, by Seamen Termed Looming. In: Transactions of the American Philosophical Society. Nr. 3, 1793, S. 62–63.
- Andrew Ellicott: Accurate Determination of the Right Ascension and Declination of β Bootes, and the Pole Star: In a Letter from Mr. Andrew Ellicott to Mr. R. Patterson. In: Transactions of the American Philosophical Society. Nr. 3, 1793, S. 116–118.
- Andrew Ellicott: Description of the Falls of Niagara. In: The Massachusetts Magazine, or, Monthly Museum of Knowledge and Rational Entertainment. Band 2, Nr. 7, 1790, S. 387–388.

## Weitere Literatur
- Catherine VanCortland Mathews: Andrew Ellicott. His Life and Letters. WorldCom, 1997, ISBN 1-56664-111-X (eingeschränkte Vorschau in der Google-Buchsuche – Erstausgabe: Grafton Press, 1908, Nachdruck, nicht einsehbar).